# Victor Lenaers
Victor Lenaers (Tongeren, 12 de enero de 1893 - Tongeren, 12 de noviembre de 1968) fue un ciclista belga que fue profesional entre 1921 y 1926. Sus resultados más destacados los consiguió al Tour de Francia, en que finalizó dos veces entre los diez primeros.

## Palmarés
- 1920
  - 1r al Scheldeprijs Vlaanderen
- 1922
  - 1r al Critèrium de los Aiglons

### Resultados al Tour de Francia
- 1921. 6º de la clasificación general
- 1922. 5º de la clasificación general
- 1923. Abandona (9ª etapa)
- 1924. Abandona (4ª etapa)